# 1945 في فرنسا
فيما يلي قوائم الأحداث التي وقعت خلال عام 1945 في فرنسا.

## سياسة

### تعيين في المنصب
- 1 يناير – روبير شومان عضو المجلس العام  [لغات أخرى]‏،نائب فرنسي.
- 21 أكتوبر – رينيه كوتي نائب فرنسي.
- 6 نوفمبر – فينسنت أوريول نائب فرنسي.
- 6 نوفمبر – موريس فيوليت نائب فرنسي.

## رياضة
- 9 أبريل – سباق باريس روبيه 1945 الفائزون كليبر بيوت، بول مايي، Lucien Teisseire [الإنجليزية]‏.

## ظهور
- 1 يناير – إل مجلة عالمية.
- 1 يناير – بالمان

## أفلام
من الأفلام التي صدرت هذه السنة في فرنسا:
- 1 يناير – أطفال الفردوس من إخراج مارسيل كارني.
- 1 يناير – الأمل من إخراج أندريه مالرو.

## مواليد

### يناير
- 1 يناير – جان ليك هينيج كاتب فرنسي.
- 1 يناير – شارل إندرلان كاتب فرنسي.
- 1 يناير – شانتال توماس روائية فرنسية.
- 1 يناير – قاي بونيت
- 1 يناير – كلودين هيرمان
- 22 يناير – جان بيير نيكولا سائق رالي فرنسي.

### مارس
- 2 مارس – قاي فركلين سائق رالي فرنسي.
- 2 مارس – كريستيان مورين
- 28 مارس – جوني فاميتشون ملاكم أسترالي.

### أبريل
- 2 أبريل – باسكال توماس مخرج أفلام فرنسي.
- 3 أبريل – غيل شانفرو
- 6 أبريل – موريل كاسالز
- 14 أبريل – يفيس تشاوفو لاعب كرة قدم فرنسي.

### يونيو
- 9 يونيو – جان بيار لامي ممثل فرنسي.
- 16 يونيو – روجر مينيتري ملاكم فرنسي.

### يوليو
- 12 يوليو – رولاند بلوم سياسي فرنسي.
- 30 يوليو – باتريك موديانو كاتب فرنسي.

### أغسطس
- 12 أغسطس – بيرنارد أكوير سياسي فرنسي.
- 12 أغسطس – جان نوفيل مهندس معماري فرنسي.
- 15 أغسطس – ألان جوبيه سياسي فرنسي.
- 17 أغسطس – إيف هيربيه لاعب كرة قدم فرنسي.
- 29 أغسطس – جان راجنوتي سائق رالي فرنسي.

### سبتمبر
- 4 سبتمبر – فيليب روسيلو مصوّر سينمائي فرنسي.
- 11 سبتمبر – رينيه بيليتو روائي فرنسي.
- 19 سبتمبر – أرنو دوس سانتوس

### أكتوبر
- 23 أكتوبر – ميشيل فوترو حكم كرة قدم فرنسي.

### ديسمبر
- 20 ديسمبر – جان مارك غيلو لاعب كرة قدم فرنسي.

## وفيات

### فبراير
- 5 فبراير – دينيسي بلوخ (مواليد 1916)
- 18 فبراير – ألفرد بل (مواليد 1873) مستعرب فرنسي.
- 24 فبراير – نيكولاس موريس أرثوس (مواليد 1862) عالم فرنسي في علم الأعضاء والمناعة.

### مايو
- 15 مايو – لويس ألبير دود (مواليد 1875) عالم نبات فرنسي.

### يوليو
- 14 يوليو – لوران ماير (مواليد 1870) سياسي ألماني.
- 20 يوليو – بول فاليري (مواليد 1871)

### أغسطس
- 11 أغسطس – ميشيل كاريه (مواليد 1865) مخرج أفلام فرنسي.

### سبتمبر
- 15 سبتمبر – أندريه تارديو (مواليد 1876)

### أكتوبر
- 15 أكتوبر – بيير لافال (مواليد 1883) سياسي فرنسي.

### ديسمبر
- 11 ديسمبر – شارل فابري (مواليد 1867) فيزيائي فرنسي.
- 13 ديسمبر – هنري فيرناند دينتز (مواليد 1881) عسكري فرنسي.